# ヘートヴィヒ・フォン・プファルツ＝ズルツバッハ
マリー・ヘートヴィヒ・アウグステ・フォン・プファルツ＝ズルツバッハ（Marie Hedwig Auguste von Pfalz-Sulzbach, 1650年4月15日 - 1681年11月23日）は、ドイツのプファルツ＝ズルツバッハ家の公女。前方オーストリア大公・チロル州侯ジギスムント・フランツの妻、次いでザクセン＝ラウエンブルク公ユリウス・フランツの妻となった。

## 生涯

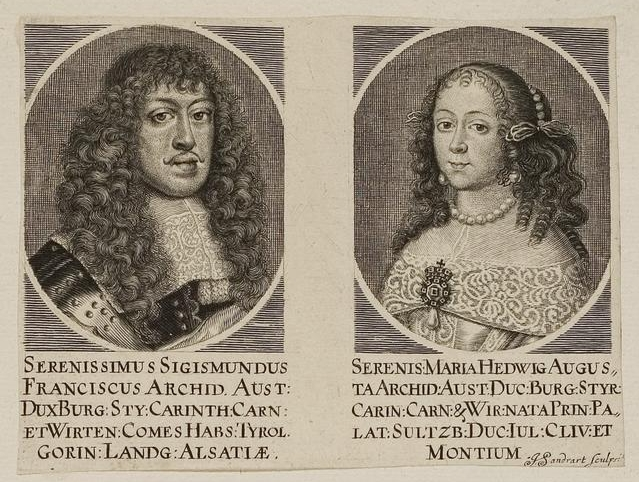
ヘートヴィヒと最初の夫ジギスムント・フランツ

プファルツ＝ズルツバッハ公クリスティアン・アウグストとその妻でナッサウ＝ジーゲン伯ヨハン7世の娘であるアマーリエの間の長女として生まれた。1665年7月3日にチロル州侯のジギスムント・フランツ大公と代理結婚式を挙げたが、ジギスムントはその僅か3週間後の7月25日に急死し、夫の住むインスブルックへと向かう途中だったヘートヴィヒとは一度も顔を合わせないまま死別した。
1668年4月9日にズルツバッハにおいて、ザクセン＝ラウエンブルク公ユリウス・フランツと再婚した。ヘートヴィヒの父クリスティアン公はズルツバッハの小教区聖堂内に、娘の2度目の婚礼の記念碑を設置している。ヘートヴィヒは最初の婚姻契約によれば前夫ジギスムント・フランツの実家ハプスブルク家から2万グルデンの年金を支給されることになっていたため、ユリウス・フランツは妻が受け取っていない年金の支払いを、神聖ローマ皇帝レオポルト1世のウィーン宮廷に要求した。この係争は結局は示談に終わり、ヘートヴィヒは1年分の年金を受け取るに留まった。
ヘートヴィヒの遺骸は、ラウエンブルク公爵家の所領であったシュラッケンヴェルトの白い城館内の納骨堂に納められている。

## 子女
2番目の夫との間に3人の娘をもうけた。
- マリア・アンナ・テレジア（1670年 - 1671年）
- アンナ・マリア・フランツィスカ（1672年 - 1741年） - 1690年にプファルツ選帝侯子フィリップ・ヴィルヘルム・アウグストと結婚、1697年にトスカーナ大公ジャン・ガストーネと再婚
- フランツィスカ・ジビッラ・アウグスタ（1675年 - 1733年） - 1690年、バーデン＝バーデン辺境伯ルートヴィヒ・ヴィルヘルムと結婚

## 引用
1. ↑  Georg Hager, Georg Lill: Bezirksamt Sulzbach, Band 19, Oldenbourg Wissenschaftsverlag, 1982, S. 94